# Dorda Rechtsanwälte
DORDA ist eine auf Wirtschaftsrecht spezialisierte Full-Service-Rechtsanwaltskanzlei mit Sitz in Wien und zählt zu den größten Kanzleien Österreichs.
Die Kanzlei bietet Teamspezialisierung in 25 Fachbereichen mit besonderem Fokus auf Gesellschaftsrecht, M&A, Schiedsrecht, IT Recht, Bankrecht & Finanzierungen sowie Kapitalmarktrecht.
DORDA berät ihre Mandanten interdisziplinär mit ihren Industrie-Gruppen Construction & Infrastructure, Digital Industries, Energy & Resources, Health & Life Science, Mobility & Automotive, Sustainability sowie Start-up.

## Geschichte
Christian Dorda gründete 1976, am Tag seiner Angelobung zum Rechtsanwalt, die Kanzlei DORDA. 1983 kam Walter Brugger an Board. 1988 Theresa Jordis. Bis 2017 firmierte die Kanzlei unter dem Namen „Dorda Brugger Jordis“ und entwickelte sich in diesen Jahren zu einer der größten Soziäteten Österreichs. Seit 2017 firmiert sie als DORDA Rechtsanwälte GmbH.
Chambers Europe hat DORDA 2025 mit Top-Platzierungen in den Fachgruppen Corporate/M&A, Arbitration, Litigation, Healthcare & Life Sciences, Real Estate sowie TMT:Data Protection, IT und Insurance ausgezeichnet.